# Start Together
Start Together // 1994–2006 är en samlingsbox av den amerikanska rockgruppen Sleater-Kinney, utgiven den 21 oktober 2014 på skivbolaget Sub Pop. Boxen består av gruppens samtliga åtta studioalbum i remastrade versioner samt låten "Bury Our Friends" från albumet No Cities to Love, vilket då ännu inte hade släppts. Den fysiska utgåvan, där skivorna är i form av färgade vinylskivor, begränsades till 3000 exemplar och gavs ut tillsammans med en 44-sidig bok.
Boxen delar titel med inledningsspåret till bandets fjärde album The Hot Rock.

## Innehåll
- Sleater-Kinney (1995)
- Call the Doctor (1996)
- Dig Me Out (1997)
- The Hot Rock (1999)
- All Hands on the Bad One (2000)
- One Beat (2002)
- The Woods (2005)
- 1/20/15 – Innehåller låten "Bury Our Friends"

## Listplaceringar
| Lista (2014)                       | Högsta position |
| ---------------------------------- | --------------- |
| USA Billboard 200                  | 176             |
| USA Independent Albums (Billboard) | 37              |
| USA Top Rock Albums (Billboard)    | 43              |